# دهستان چندار
دهستان چندار دهستانی در بخش چندار شهرستان ساوجبلاغ، استان البرز در ایران است. براساس سرشماری مرکز آمار ایران در سال ۱۳۸۵، جمعیت آن ۱۲۱۱۰ نفر (۳۵۳۷ خانوار) بوده‌است.

## زبان
مردم روستا های دهستان چندار به زبان  فارسی (تاتی) و ترکی تکلم میکنند.